# Чемпіонат України з футзалу серед жінок 2011—2012
Чемпіонат України з футзалу серед жінок 2011—2012 — 18-й чемпіонат України, в якому переможцем стала коцюбинська «Біличанка-НПУ» під керівництвом В. В. Колтка.

## Учасники
Порівняно з попереднім чемпіонатом кількість команд залишилася без змін, а саме 7. Тільки була представлена центральна і східна Україна.
| - «Біличанка-НПУ» (смт. Коцюбинське, Київська область) - «Злагода-Олімпік» (Дніпропетровськ) - «IMS-ЧНУ» (Черкаси) - «Ніка-ПНПУ» (Полтава) | - «Спарта К» КДЮСШ «Спартак» (Київ) - «ФКЛ-Інтер» (Луганськ) - «Ятрань-Уманьфермаш УДПУ» (Уманський район) |

## Регіональний розподіл
| Регіон                   | Кіл-ть команд | Команди                          |
| ------------------------ | ------------- | -------------------------------- |
| Черкаська область        | 2             | IMS-ЧНУ, Ятрань-Уманьфермаш УДПУ |
| Дніпропетровська область | 1             | Злагода-Олімпік                  |
| Київ                     | 1             | Спарта К КДЮСШ Спартак           |
| Київська область         | 1             | Біличанка-НПУ                    |
| Луганська область        | 1             | ФКЛ-Інтер                        |
| Полтавська область       | 1             | Ніка-ПНПУ                        |

## Підсумкова таблиця
| М | Команда                                   | І  | В  | Н | П  | РМ     | О  |
| - | ----------------------------------------- | -- | -- | - | -- | ------ | -- |
|   | «Біличанка-НПУ» Коцюбинське               | 12 | 12 | 0 | 0  | 119−21 | 36 |
|   | «Злагода-Олімпік» Дніпропетровськ         | 12 | 9  | 1 | 2  | 75−29  | 28 |
|   | «Ніка-ПНПУ» Полтава                       | 12 | 8  | 0 | 4  | 70−34  | 24 |
| 4 | «IMS-ЧНУ» Черкаси                         | 12 | 6  | 1 | 5  | 37−43  | 19 |
| 5 | «Спарта К» КДЮСШ «Спартак» Київ           | 12 | 3  | 0 | 9  | 36−58  | 9  |
| 6 | «Ятрань-Уманьфермаш УДПУ» Уманський район | 12 | 3  | 0 | 9  | 29−72  | 9  |
| 7 | «ФКЛ-Інтер» Луганськ                      | 12 | 0  | 0 | 12 | 21−130 | 0  |